# Градина „Кюлюците“
Градина „Кюлюците“ е парк в община Оборище носещ старото име на квартала. Паркът е с триъгълна форма затворен, между улиците „Бели Искър“, „Искър“ и „Христо Ковачев“. Изградена е 1929 година.През 1988 г. е обявена за индивидуален паметник на градинското и парковото изкуство.